# Ville de Burnside

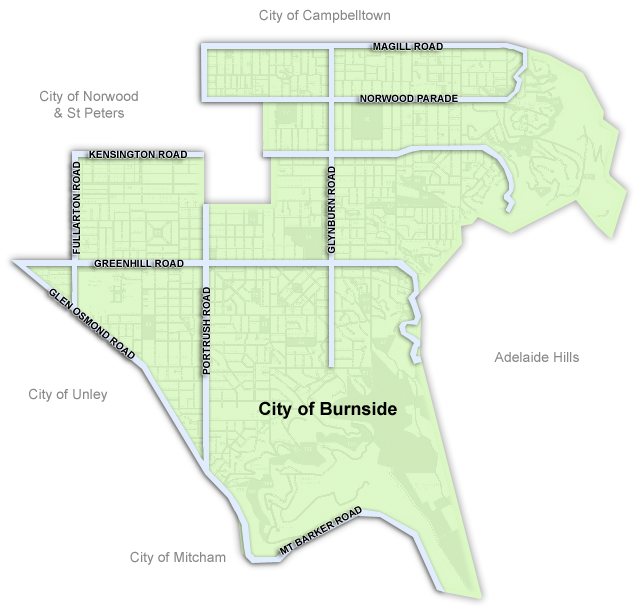
Plan de la ville.

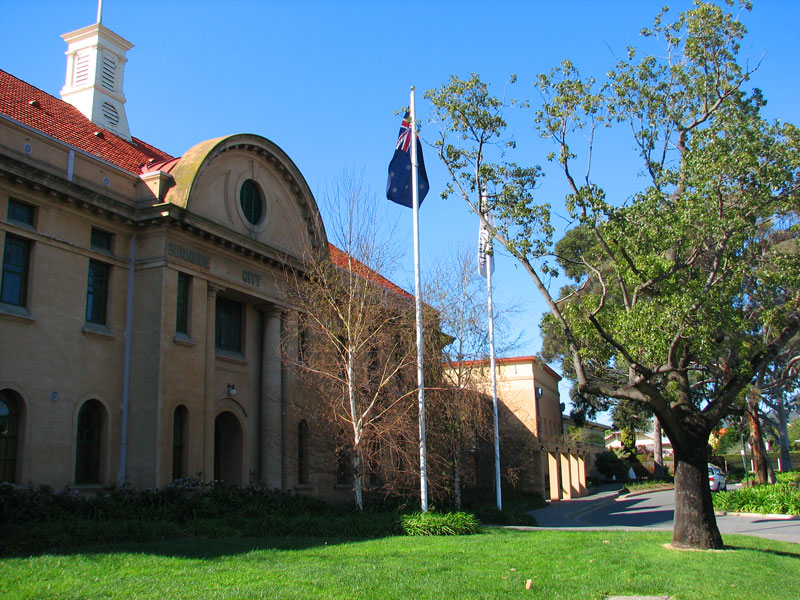
L'hôtel de ville de Burnside.

La Ville de Burnside (City of Burnside) est une zone d'administration locale au sud-ouest du centre ville d'Adélaïde en Australie-Méridionale en Australie. 

## Conseillers
La ville est divisée en six circonscriptions élisant chacune deux conseillers :
- Kensington Park (Beulah Park, Hazelwood Park, Kensington Park, Leabrook) ;
- Kensington Gardens & Magill (Auldana, Kensington Gardens, Magill, Rosslyn Park, Skye) ;
- Burnside (Burnside, Erindale, Stonyfell, Wattle Park) ;
- Beaumont (Beaumont, Leawood Gardens, Linden Park, Mount Osmond, St Georges, Waterfall Gully) ;
- Eastwood & Glenunga (Eastwood, Frewville, Glen Osmond, Glenside, Glenunga) ;
- Rose Park & Toorak Gardens (Dulwich, Rose Park, Toorak Gardens, Tusmore).